# David Ulm
David Ulm (geboren op 30 juni 1984 in Wissembourg, Frankrijk) is een Franse middenvelder die momenteel bij DSC Arminia Bielefeld onder contract staat.

## Carrière
De voetbalcarrière van Ulm begon bij de voetbalclub van Seebach in de Elzas, maar later ging hij naar de jeugd van FCSR Haguenau. In 1998 ging hij naar de jeugd van de toenmalige eersteklasser RC Strasbourg, waar hij alle jeugdploegen doorliep en stond van 2000 tot 2005 in de tweede ploeg van Racing Strasbourg. In 2005 ging hij naar de Franse vierdeklasser CFA Mulhouse, waar hij 7 doelpunten scoorde. Mulhouse was zijn laatste club in Frankrijk: daarna zou hij altijd voor Duitse clubs spelen en nooit echt meer op amateurniveau.
In 2006 ging hij naar de Duitse derdeklasser Sportfreunde Siegen, maar scheurde zijn ligamenten toen hij net aangekomen was. Even dacht hij aan volledig opgeven, maar met de steun van zijn familie kwam hij er weer bovenop. De Regionalliga Süd bood hem de kans om zich in een semiprofessioneel kader te ontwikkelen, maar afgezien van een wedstrijd in de eerste ploeg speelde hij vooral in de tweede ploeg van Siegen in het seizoen 2006/07. Dat kwam door aanhoudende lichamelijke problemen. In 2007 zat het echter weer mee voor de Fransman: bij een vriendschappelijke wedstrijd tegen FSV Frankfurt merkte de trainer van Frankfurt Tomas Oral hem op. Oral was geïnteresseerd, maar de managers van Frankfurt iets minder. In november 2007 deed hij mee aan een paar trainingen van Frankfurt en verbrak uiteindelijk zijn contract in Siegen. In januari 2008 ondertekende hij dan bij Frankfurt.
In zijn eerste seizoen bij Frankfurt slaagde hij erin om in 15 wedstrijden 5 doelpunten te maken. Dat seizoen promoveerde Frankfurt voor het eerst sinds 1994 weer naar de 2. Bundesliga. In zijn eerste seizoen in de 2. Bundesliga was hij vooral een bankspeler en kon maar 1 keer scoren. Nadat zijn contract bij Frankfurt in 2009 afliep, ging hij naar derdeklasser Kickers Offenbach, waarmee hij dat seizoen op de zevende plaats zou eindigen. Het seizoen daarop ging hij naar derdeklasser SV Sandhausen, waarmee hij in 2012 naar de 2. Bundesliga promoveerde. Tot 2014 bleef hij stamspeler bij Sandhausen, maar omdat Sandhausen de eerste ploeg wilde verjongen, moest Ulm vertrekken. Om fit te blijven, deed hij als gastspeler mee aan de trainingen van vierdeklasser Waldhof Mannheim, maar in september 2014 nam DSC Arminia Bielefeld hem in de ploeg op.
Bij Bielefeld evolueerde hij al snel tot de absolute publiekslieveling. Als hij aan de bal kwam, werd al snel zijn achternaam door de spreekkoren gescandeerd. Ulm werd daarnaast ook de strafschopspecialist van Bielefeld, wat een groot voordeel bleek te zijn in de bekerwedstrijden tegen Hertha BSC en Borussia Mönchengladbach. In de competitie speelde hij 31 wedstrijden en scoorde hij zeven keer. In het seizoen 2014/15 slaagde Bielefeld er ook in om na de smadelijke degradatie van het vorige seizoen weer naar de 2. Bundesliga te promoveren.

## Successen
- Promotie naar de 2. Bundesliga in 2008 met FSV Frankfurt
- Promotie naar de 2. Bundesliga in 2012 met SV Sandhausen
- Promotie naar de 2. Bundesliga in 2015 met DSC Arminia Bielefeld
- Kampioen van de 3. Liga in 2015 met DSC Arminia Bielefeld
- Halve finale van de DFB-Pokal 2014/15 met Arminia Bielefeld